# Cass Gilbert
Cass Gilbert (29. november 1859 i Zaneville i Ohio, USA – 17. maj 1934) var en pioner indenfor amerikansk arkitektur. 
Efter flere års selvstændig arkitektpraksis i Minnesota etablerede han sig i New York. Hans Woolworth Building (1910-1913) var i over 15 år verdens højeste bygning og prægende for skyskraberarkitekturen i New York i 1920'erne. Det var også Gilbert som tegenede højesteretsbygningen i Washington DC.